# Eliane Spincemaille
Eliane Spincemaille (Zwevegem, 20 april 1960) is een Belgisch CD&V-politica.
Zij werd geboren in een landbouwersgezin, studeerde Toegepaste Economische Wetenschappen aan de Ufsia en werd nadien lerares economie.
Spincemaille werd actief binnen het ACW, om in 2000 voor de eerste maal verkozen te worden als raadslid voor de gemeenteraad van Zwevegem. Na de verkiezingen van 2006 werd zij eerste schepen in Zwevegem en provincieraadslid in West-Vlaanderen.
Bij de gemeenteraadsverkiezingen van 2012 behaalde de CD&V 13 van de 27 zetels maar werd door een bestuursakkoord van de andere partijen - N-VA, Gemeentebelangen en Sp.a - naar de oppositie verwezen. Op 3 december 2012 werd Eliane Spincemaille verkozen tot voorzitter van de provincieraad van West-Vlaanderen, meteen de eerste vrouw in die functie.